# امانوئله سلا
امانوئله سلا (ایتالیایی: Emanuele Sella؛ زادهٔ ۹ ژانویهٔ ۱۹۸۱) دوچرخه‌سوار اهل ایتالیا است. وی در مسابقات جیرو دیتالیا شرکت کرده است.